# Щелкун Балассогло
Щелкун Балассогло (лат. Hypnoidus balassogloi)— вид щелкунов подсемейства Hypnoidinae.

## Распространение
Населяет высокогорья восточного Тянь-Шаня на высоте 3000—3500 метров над уровнем моря.

## Описание

### Проволочник
Проволочник длиной до 9 мм. Внутренние ветви урогомф не имеют бугорков на наружной стороне. Когтевидные вершины внутренних ветвей урогомф загнуты внутрь и замыкают вырезку почти на половину. Тергиты сегментов брюшка и диск площадки почти совершенно гладкие, лишь в тонких морщинках.